# BSカラオケ塾
『BSカラオケ塾』（ビーエス カラオケじゅく）は、2005年4月から2007年3月までNHK衛星第2テレビジョンで放送された公開カラオケ講座番組である。

## 概要
毎回、全国各地に出向いてゲスト歌手2名と演歌系の作曲家等2名が講師として出演。それぞれの曲について歌唱のポイントを教えるという番組。

ゲストはNHKの歌番組やNHKのど自慢に登場する演歌、歌謡系歌手であった。

## 司会
- 夏木ゆたか
- 村上由利子（アナウンサー）

## 放送時間
- 土曜 18:00 - 18:53
- 再放送：日曜 11:00 - 11:53